# Fuentelcésped (kommunhuvudort)
Fuentelcésped är en kommunhuvudort i Spanien.   Den ligger i provinsen Provincia de Burgos och regionen Kastilien och Leon, i den centrala delen av landet, 130 km norr om huvudstaden Madrid. Fuentelcésped ligger 888 meter över havet och antalet invånare är 205.
Terrängen runt Fuentelcésped är huvudsakligen platt, men söderut är den kuperad. Terrängen runt Fuentelcésped sluttar norrut. Runt Fuentelcésped är det mycket glesbefolkat, med 3 invånare per kvadratkilometer. Närmaste större samhälle är Aranda de Duero, 9,6 km norr om Fuentelcésped. Trakten runt Fuentelcésped består till största delen av jordbruksmark.